# ألان ر. روجرز
ألان ر. روجرز (بالإنجليزية: Alan R. Rogers)‏ هو عالم إنسان أمريكي، ولد في 13 أغسطس 1950.